# Josh Berry
Josh Berry (5 september 1990) is een Australisch voormalig wielrenner die in 2017 reed voor 7 Eleven Roadbike Philippines.

## Carrière
In 2014 werd Berry vijftiende op het Oceanische kampioenschap tijdrijden, waar hij ruim drieënhalve minuut langzamer was dan winnaar Joseph Cooper. Een jaar later werd hij, na in twee van de vijf etappes bij de beste tien renners te zijn geëindigd, vierde in het eindklassement van de New Zealand Cycle Classic. Vier maanden later werd hij veertiende in de Grote Prijs van Saguenay.
In 2016 stond Berry aan de start van onder meer de Ronde van Singkarak. In deze Indonesische meerdaagse wedstrijd wist hij in de eerste etappe, acht seconden na winnaar Dylan Newbery, als zesde over de finish te komen. Na nog tweemaal als negende te finishen eindigde Berry op de elfde plaats in het algemeen klassement.

## Ploegen
- 2015 –  Team Budget Forklifts
- 2016 –  St. George Merida Cycling Team
- 2017 –  7 Eleven Roadbike Philippines

Berry · Bonello · Cameron · Carter · Davies · Dutton · Ellerm-Norton · Harvey · Sharpe · Talbot · Wiles · Wood
Berry · Cariño · Evers · Ewart · Felipe · Galedo · Kaneko · Lim · B. Martin · N. Martin · Nohales · Peralta · Perez